# Kováts József (író)
Kováts József (Kolozsvár, 1906. május 16. – Kolozsvár, 1937. december 23.) erdélyi magyar író, újságíró, kritikus.

## Életútja
Középiskolai tanulmányait szülővárosában a Római Katolikus Főgimnáziumban kezdte, de átiratkozott a Református Kollégiumba, ahol osztálytársaival, Kolozsvári Grandpierre Emillel, Buday Györggyel volt együtt a szabadabb szellemű Gyulai Pál Önképzőkörben. Már ekkor az Ifjú Erdély és az Erdélyi Magyar Lányok munkatársa. Székesfehérvárt érettségizett (1925), majd Pécsett magyar-olasz-francia szakos diplomát szerzett és magyar irodalomtörténetből doktorált (1931). Itt alapította meg társaival, Kardos Tiborral, Talpassy Tiborral a Batsányi János Társaságot, harcban az irodalmi konzervativizmus ellen. 1932 januárja és júliusa között Olaszországban járt tanulmányúton. Jancsó Elemérrel együtt 1933-ban részt vett az Ady Endre Társaság megalapításában. Újságírásból tartotta fenn magát haláláig.
Elbeszéléseit, irodalmi és képzőművészeti kritikáit az Erdélyi Fiatalok, Erdélyi Helikon, Pásztortűz, Székely Alkalmazottak Lapja, Aradi Közlöny, Erdélyi Lapok, Ellenzék, Keleti Újság és a Korunk közölte. Szerepelt a fiatalok Új arcvonal (1931) és Új erdélyi antológia (1937) című gyűjteményében. Nemzedékének egyik legszélesebb látókörű, európai kitekintésű képviselője; pályájának kiteljesedését súlyos szívbaja és korán bekövetkezett halála akadályozta meg. "Iróniája – így jellemzi életrajzírója, Kicsi Antal – a sokat szenvedő ember mindent megértő finom mosolya. Aki szembenézett a halállal, az szembenéz az igazsággal is." A Korunkhoz való tájékozódására hivatkozva hozzáteszi: "... írói arcképén a nagy kultúrájú, becsületes humanista vonásain kívül markánsabb vonalak is megjelennek: az igazságra nemcsak szomjazó, de érette harcot, küzdelmet is vállaló ember határozottsága."
Életében egyetlen kötete látott napvilágot: Török Gyula élete c. doktori értekezése (Kolozsvár, 1930). Halála után hagyta el a sajtót Emberek útra kelnek (Budapest, 1938) című – a szenvedők "fehér kolostorát" intellektuális eszközökkel bemutató, érzékeny megfigyelésre valló – kórházregénye: a két világháború közötti romániai magyar regényirodalom kiemelkedő alkotása. Lírai szépségekben bővelkedő elbeszéléseit Sőni Pál 1957-ben Útlevél címmel gyűjtötte kötetbe. Szépprózai írásainak újabb kiadását Emberek útra kelnek címen Kicsi Antal rendezte sajtó alá (1970). Portréját Szolnay Sándor festette meg olajban (1934).
Szívesen foglalkozott olasz és román irodalmi kérdésekkel, a Pásztortűz számára lefordította Silvio Giovaninetti, Enriolo de Michelio, Luigi Pirandello egy-egy novelláját. Kéziratban maradt Kisebbségi morzsák című megrázó vallomását a Szabadság 1992. február 26-i száma közölte.